# Cesana Torinese
Cesana Torinese là một đô thị ở tỉnh Torino trong vùng Piedmont, có vị trí cách khoảng 70 km về phía tây của Torino, nước Ý, giáp ranh với nước Pháp. Tại thời điểm ngày 31 tháng 12 năm 2004, đô thị này có dân số 1.043 người và diện tích là 121.0 km².
Cesana Torinese giáp các đô thị: Abriès (France), Cervières (France), Claviere, Montgenèvre (France), Névache (France), Oulx, Sauze di Cesana, và Sestriere.

## Twin cities
- Reggio Calabria, Ý